# Кампело сул Клитуно
Кампело сул Клитуно (итал. Campello sul Clitunno) је насеље у Италији у округу Перуђа, региону Умбрија.
Према процени из 2011. у насељу је живело 2058 становника. Насеље се налази на надморској висини од 231 м.

## Становништво
| 1936. | 1951. | 1961. | 1971. | 1981. | 1991. | 2001. | 2011. |
| ----- | ----- | ----- | ----- | ----- | ----- | ----- | ----- |
| 2.211 | 2.424 | 2.094 | 1.881 | 2.246 | 2.273 | 2.367 | 2.500 |